# Leptoctenopsis
Leptoctenopsis là một chi bướm đêm thuộc họ Geometridae.

## Các loài
- Leptoctenopsis bimaculata
- Leptoctenopsis calexaria
- Leptoctenopsis deceptoria
- Leptoctenopsis leucographa
- Leptoctenopsis melusina
- Leptoctenopsis mena
- Leptoctenopsis murina
- Leptoctenopsis olivacea
- Leptoctenopsis plagiogramma
- Leptoctenopsis redimita
- Leptoctenopsis retectaria
- Leptoctenopsis subpurpurea
- Leptoctenopsis subrufa
- Leptoctenopsis tatochorda
- Leptoctenopsis translativena
- Leptoctenopsis uxorcula